# Camille Pelletan

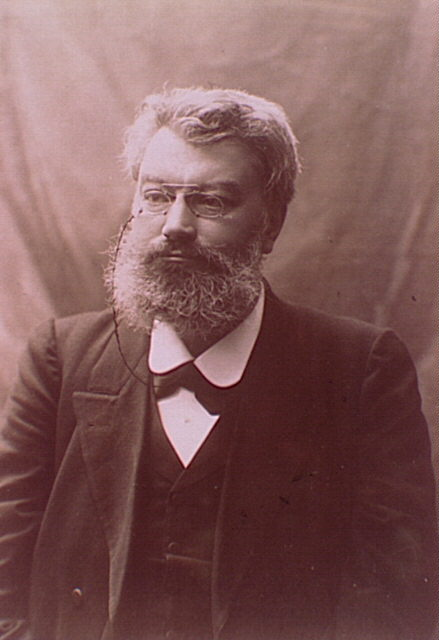
Camille Pelletan

Charles Camille Pelletan (Parijs, 28 juni 1846 - aldaar, 4 juni 1915) was een Frans politicus.

## Biografie
Camille Pelletan werd in Parijs geboren als zoon van de schrijver Eugène Pelletan, een fel tegenstander van het Tweede Franse Keizerrijk onder keizer Napoleon III.
Camille Pelletan studeerde eerst rechten en daarna aan de École Nationale des Chartes. Na zijn afstuderen kon hij zich archiviste paléographe. Vanaf zijn twintigste schreef hij regelmatig voor de oppositionele pers en uitte felle kritiek op het keizerlijk regime. Na de Frans-Duitse Oorlog ontwikkelde hij zich tot lid van de uiterst linkse vleugel van de Parti Radical (PR, Radicale Partij) en was een fel tegenstander van Léon Gambetta en diens opportunistische politiek. In 1880 werd hij hoofdredacteur van Justice en zette zich in voor het omzetten van de gevangenisstraffen van de Communards. In 1881 werd hij voor het departement Bouches-du-Rhône in de Kamer van Afgevaardigden (Chambre des Députés). In 1889, 1893 en in 1898 werd hij herkozen.
Camille Pelletan werd bij de oprichting van de Parti Républicain, Radical et Radical-Socialiste (PRS, Radicaal-Socialistische Partij) in 1901, lid van deze partij. Hij werd een van de leiders van de linkervleugel die het socialisme naderde. Tijdens de Dreyfus-affaire nam hij een pro-Dreyfus houding aan. Na de Dreyfus-affaire was hij van 7 juni 1902 tot 24 januari 1905 minister van Marine in het kabinet-Combes. Hij werd als minister sterk bekritiseerd door marine-experts als Jean Marie Antoine de Lanessan. Tijdens de grote stakingen van 1904 in Marseille betuigde hij sympathie voor de socialistische doelen en middelen van de stakers. Hierdoor werd hij door zijn opposanten gezien als ongeschikt als minister van Marine en werd hij ervan verdacht de discipline binnen de marine te ondermijnen. Hij raakte als gevolg hiervan verwikkeld in een felle polemiek met zijn tegenstanders waaronder Admiraal Amédée Bienaimé en vanwege zijn moeizame optreden werd hij het mikpunt van spot.
Na de val van het kabinet-Combes raakte hij op de achtergrond.

## Trivia
- De in 1934 opgerichte linkse afsplitsing van de Parti Radical-Socialiste van Gabriel Cudenet, werd de Parti Radical-Socialiste Camille Pelletan genoemd.

## Werken
- Les Guerres de la Révolution, 1894